# Kedungbanteng (Tanggulangin)
Kedungbanteng is een bestuurslaag in het regentschap Sidoarjo van de provincie Oost-Java, Indonesië. Kedungbanteng telt 2770 inwoners (volkstelling 2010).